# CEATEC

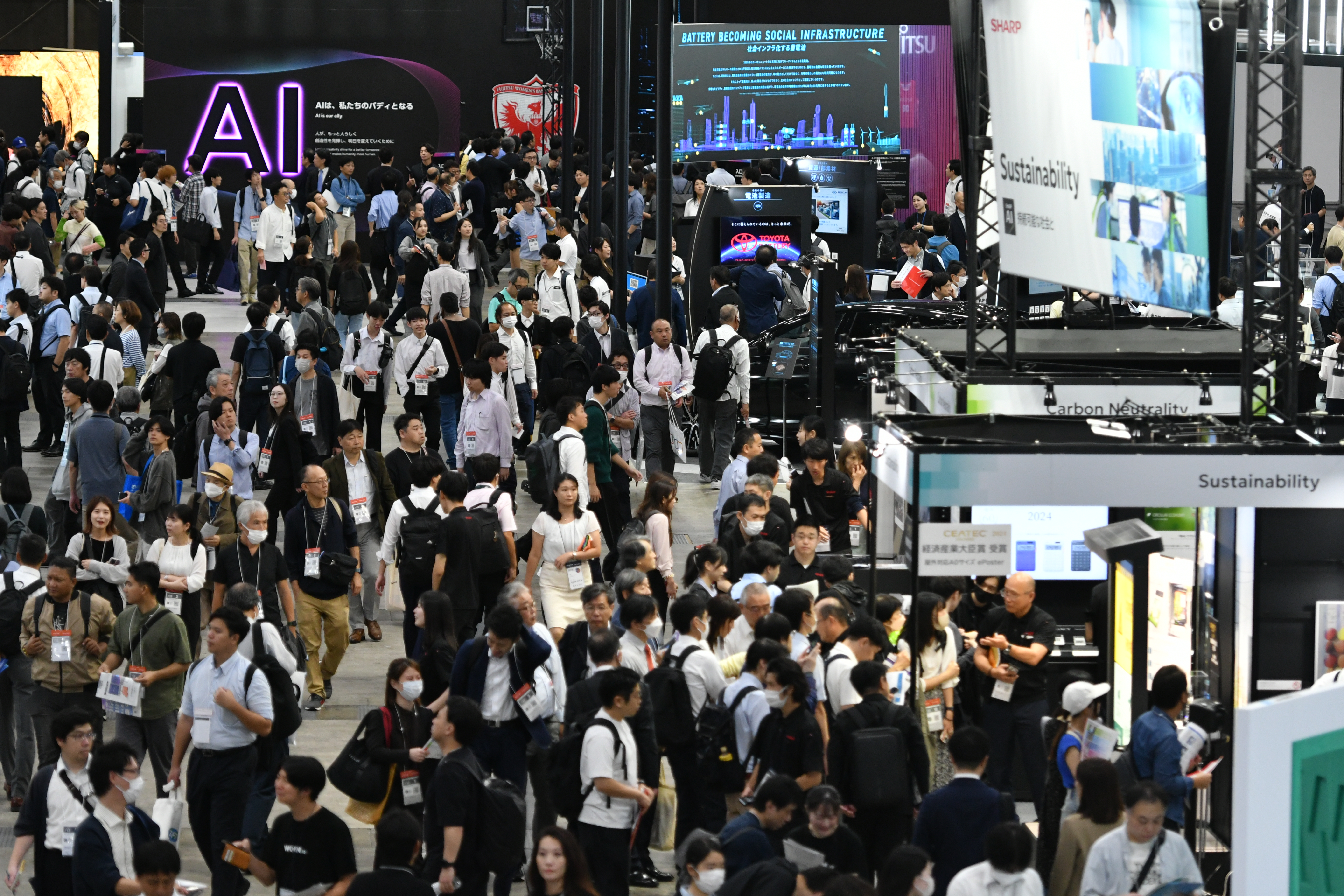
デジタルイノベーションの総合展 CEATEC

CEATEC（シーテック、Combined Exhibition of Advanced TEChnologies）は、経済発展と社会課題の解決を両立する『Society 5.0』の実現を目指し、あらゆる産業・業種の人と技術・情報が集い、『共創』によって未来を描く」を開催趣旨に掲げ、毎年10月に幕張メッセで開催されるアジア最大級の『デジタルイノベーションの総合展』である。
2024年はJAPAN MOBILITY SHOW BIZWEEKと併催。CEATECとして4日間で11万人以上の来場者が来訪した（来場者数はCEATEC会場への来場者のみ、リピーターを除くカウント数）。
- 主催
  - 電子情報技術産業協会（JEITA）
- 共催

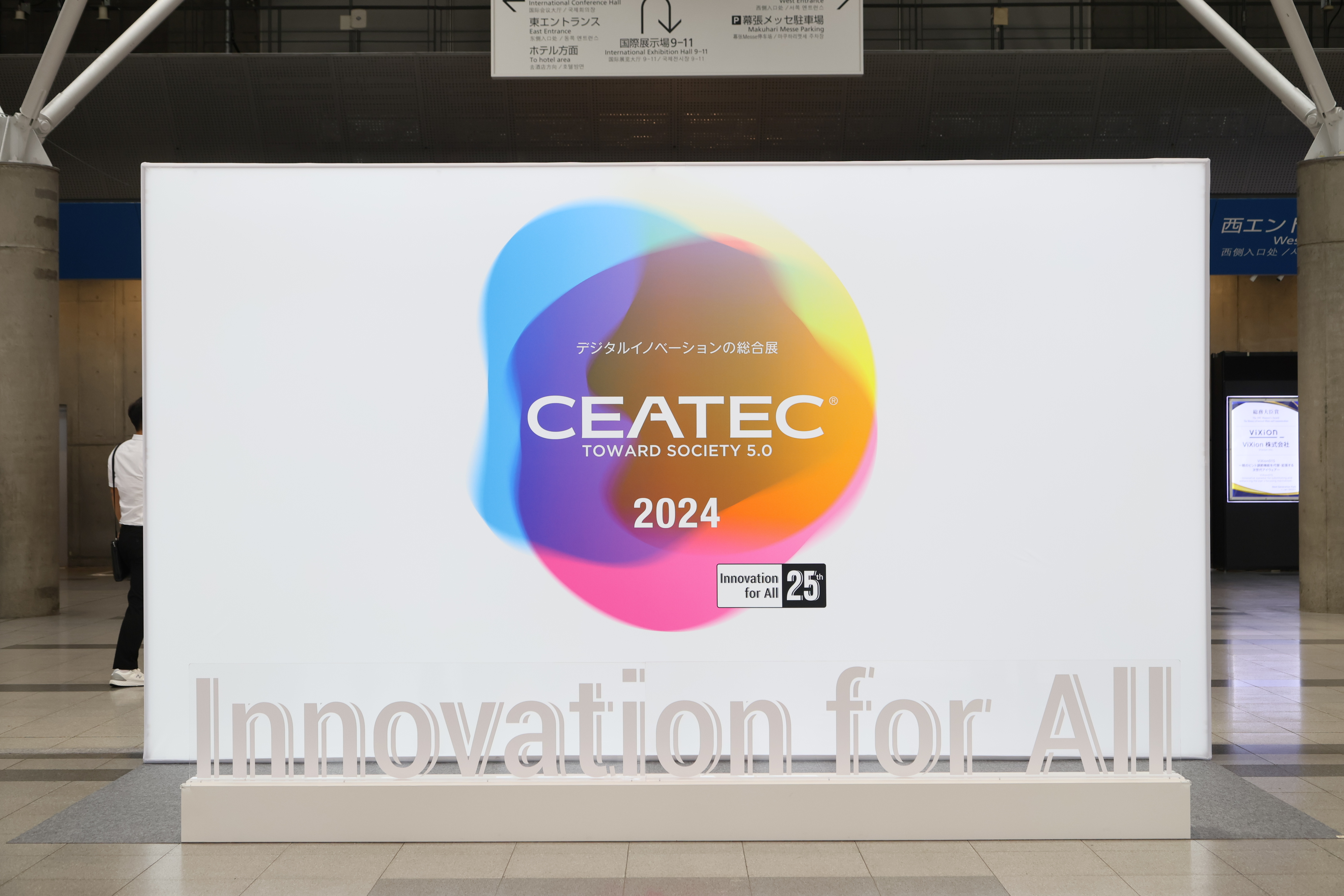
CEATEC 2024 開催テーマ Innovation for All

  - 情報通信ネットワーク産業協会（CIAJ）
  - ソフトウェア協会（SAJ）
- 運営
  - 日本エレクトロニクスショー協会（JESA）

## 概要
CEATECの源流は、1962年に始まった「日本電子工業展」にまでさかのぼる。

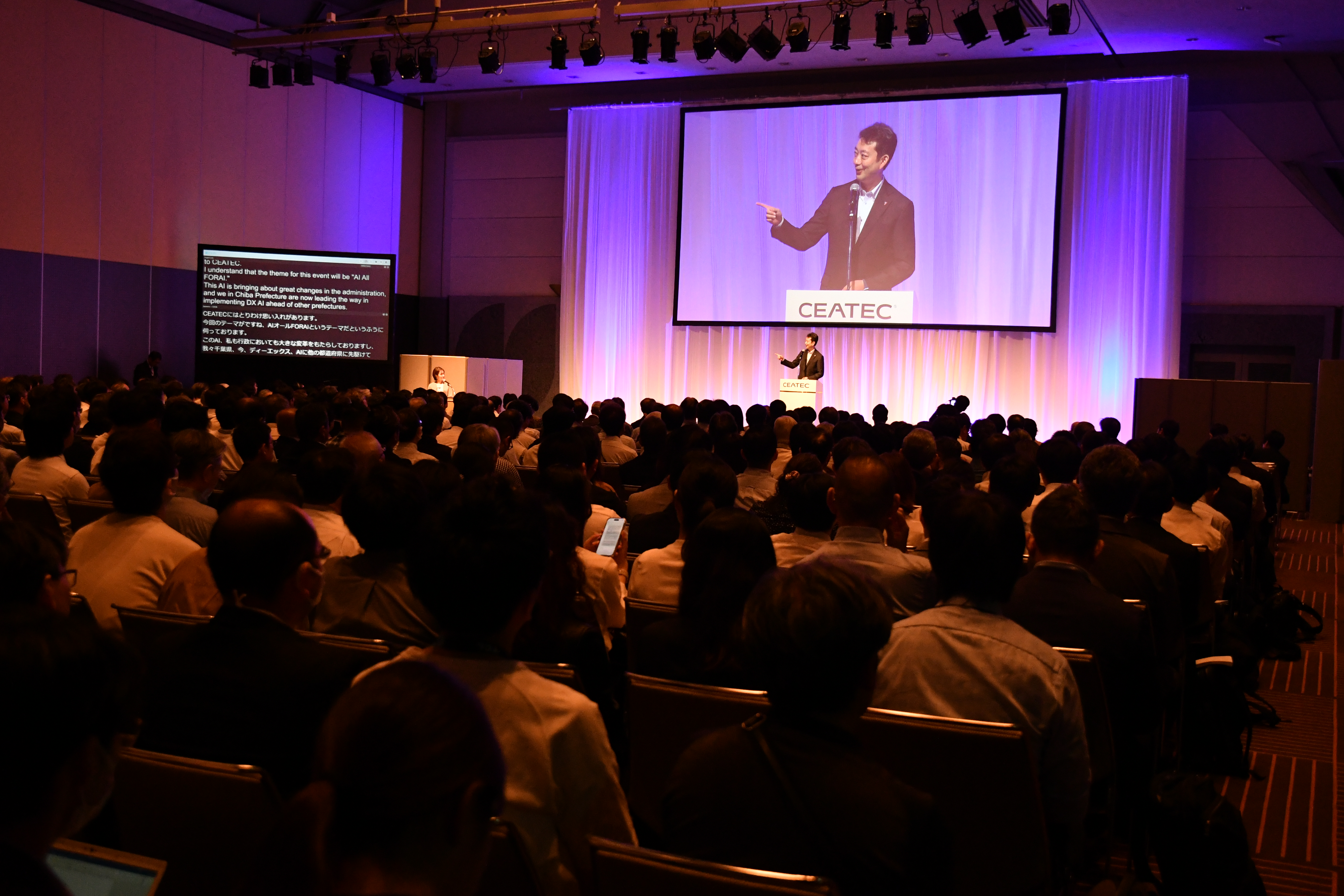
CEATEC コンファレンス会場風景

「テレビ・ラジオ等の音響機器」「電子応用機器を含む無線機器」「測定器」「電子部品」の4部門で構成された展示会に207社が出展、10日間の会期で約15万人が来場し、パーツから完成品まで非常に広範囲にわたるテーマを展示する”総合展” としての特長は、現在に至るまで受け継がれている。

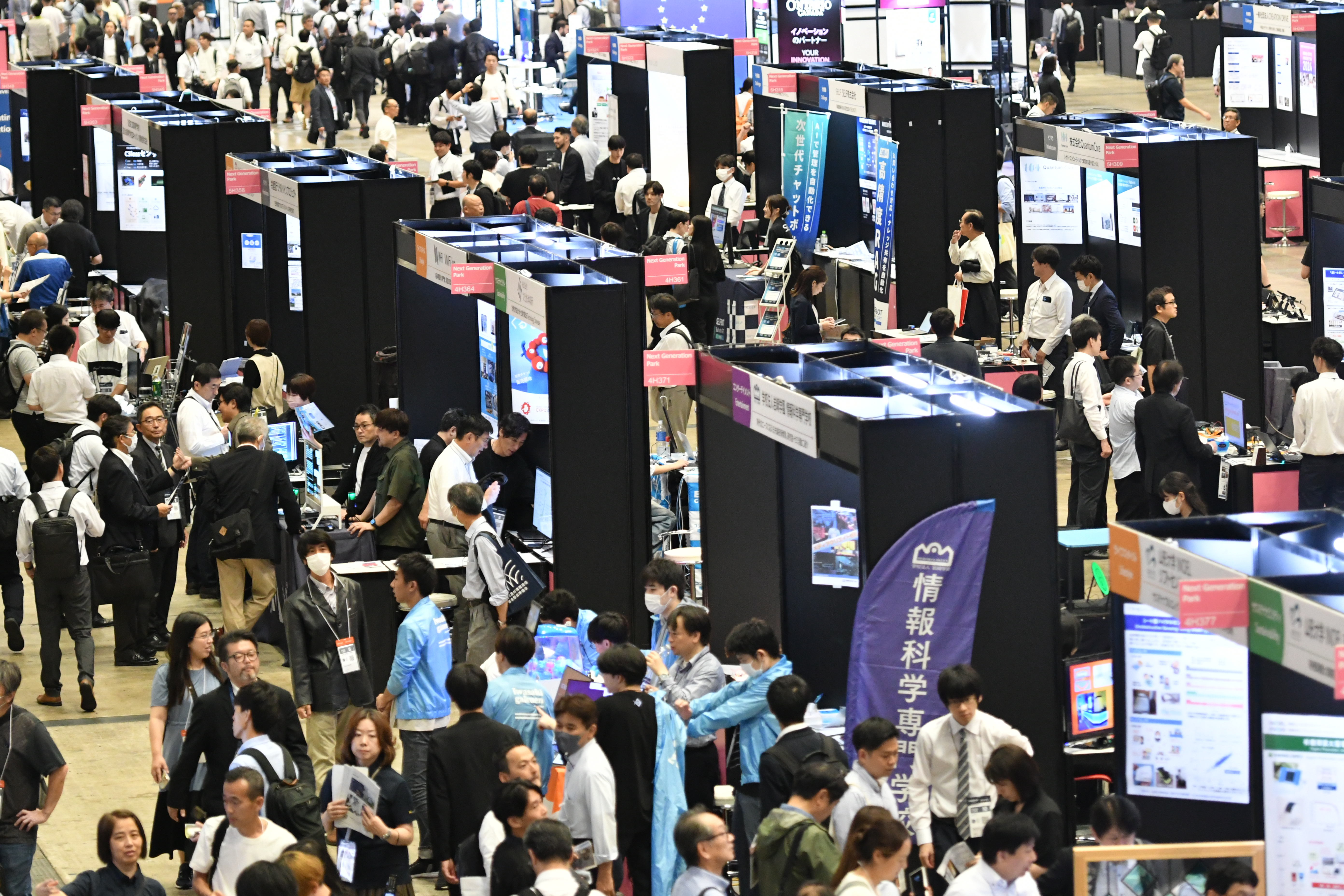
Next Generation Park

1964年の第3回から名称を「エレクトロニクスショー」に改称、幕張メッセ、インテックス大阪での開催などに毎年多くの来場者が足を運んだ。
2000年になり「エレクトロニクスショー」は情報・通信の展示会だった「COM JAPAN」と統合して「CEATEC JAPAN」へと生まれ変わる。「テクノロジーで社会を豊かにする」ことを掲げ、映像・情報・通信とデジタル・ネットワークというすべてを網羅する“複合”展としての新たな歴史が始まった。
2007年には20万人が来場、「最先端IT・エレクトロニクス総合展示会」として確固たる地位を築く。

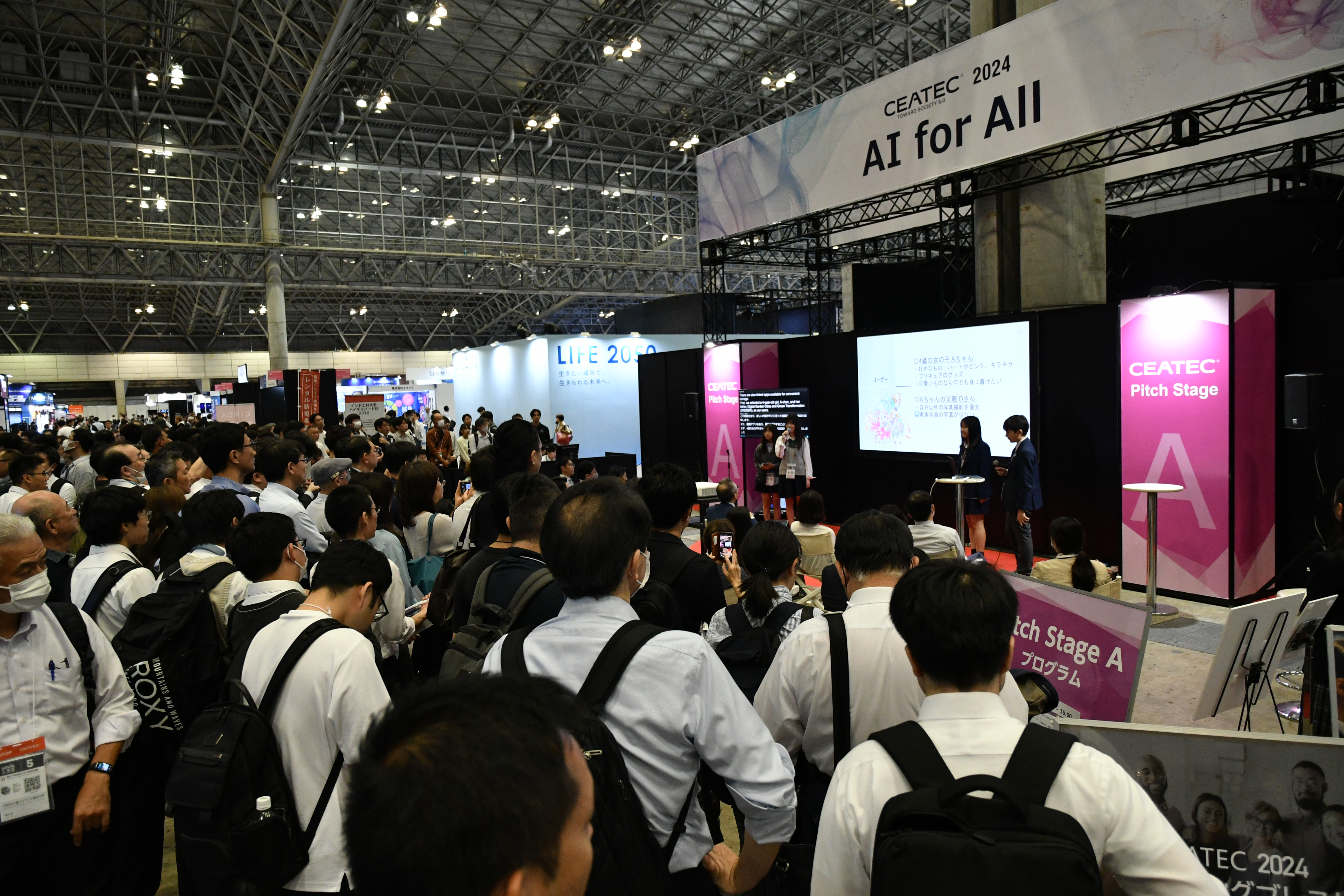
Pitch stage

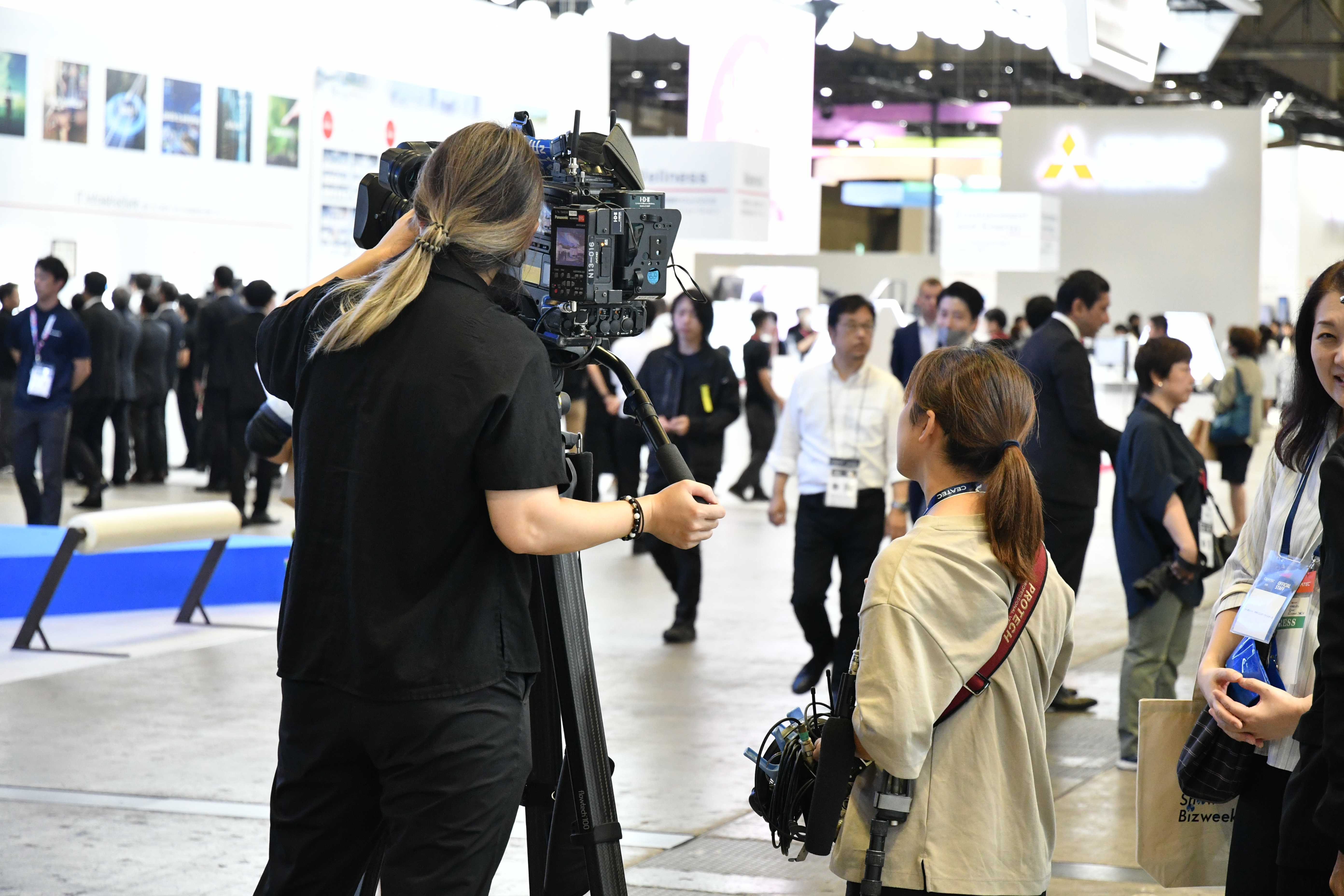
技術革新の動向や各社の取組みに国内外のメディアも大注目

2016年からは「CPS/IoT Exhibition」に舵を切り、IoTの基幹となる電子部品やデバイスから完成品、実装される機器、それらを活用するさまざまなサービスまでを含めた、すべてが一堂に会する「Society 5.0」の実現を目指す『デジタルイノベーションの総合展』として開催。出展カテゴリーから、近年特に以下のキーワードに関する訴求が高まっている。
#AI　#次世代通信　#モビリティ　#キーデバイス　#セキュリティー　#サステナビリティ　#テクノロジー利活用 & ルール　#エコシステム　#デジタル田園都市国家構想　#共創事例　#スタートアップ　#経営・政策・デザイン　#カーボンニュートラル　#DX　#データ利活用
国内外で活躍する関連企業／団体、ユーザ企業／団体が、時代の先端を行く最新技術や製品の発表／デモを行い、体験型展示などを駆使し来場者にわかりやすく紹介。産学官の協力とともに企業トップや国内外の要人による講演やセミナーも開催され、国内外のキーパーソンが一堂に会する場として、社会から大きな注目を集める日本を代表する総合展となっている。

## 沿革
- 1958年11月 - 前身である第1回テレビ・ラジオパーツショーを開催。
- 1961年 - エレクトロニックパーツショーに改称。
- 1962年 - ホームエレクトロニクス及び産業用電子機器・部品・デバイス等の展示会として改めて第1回日本電子工業展を開催。主催は電子機械工業会（EIAJ）、会場は東京国際見本市会場。
  - 以降、偶数年は東京、奇数年は大阪で開催される。
- 1964年 - エレクトロニクスショーに改称。
- 1968年4月 - ショーの規模拡大に伴い運営事務局組織として日本エレクトロニクスショー協会を設立。
- 1973年10月 - 汎用コンピュータの周辺機器、端末機器の展示会として第1回データショウを開催。主催は電子工業振興協会（JEIDA）。
- 1982年 - 第1回コミュニケーション東京を開催。主催は通信機械工業会（CIAJ）。
- 1991年 - 30周年記念のため、幕張メッセで開催。
  - 以降、毎年幕張メッセで開催される（1992年、1998年は大阪）。
- 1994年 - 第1回JPSAコンベンションを開催。主催は日本パーソナルコンピュータソフトウェア協会（JPSA）。
- 1997年 - データショウ、コミュニケーション東京、JPSAコンベンションを統合しCOM JAPANと改称。会場は東京ビッグサイト。
- 2000年
  - 10月 - エレクトロニクスショーとCOM JAPANを統合し、『CEATEC JAPAN』となる。
  - 11月 - 主催である電子機械工業会と、電子工業振興協会が統合し、電子情報技術産業協会となる。
- 2003年 - 通信機械工業会が情報通信ネットワーク産業協会に名称変更。
- 2009年5月 - 運営を担う日本エレクトロニクスショー協会を一般社団法人化。
- 2007年 - JAPAN国際コンテンツフェスティバルのオフィシャルイベントとなる。
- 2014年 - アメリカ合衆国商務省(International Trade Administration)承認イベントとなる。
- 2016年 - CPS/IoT Exhibitionを掲げる。
- 2019年 - CEATEC 20周年。名称から”JAPAN”を削除し、『CEATEC』に変更。
- 2021年 - 新型コロナウイルスの影響により、オンライン展示会として開催。
  - 7月-一般社団法人コンピュータソフトウェア協会（CSAJ）が一般社団法人ソフトウェア協会（SAJ）に名称変更
- 2022年 - 幕張メッセでのリアル開催が復活。Toward Society 5.0 をコンセプトに。
- 2024年 - CEATEC 25周年 JAPAN MOBILITY SHOW BIZWEEKと併催。

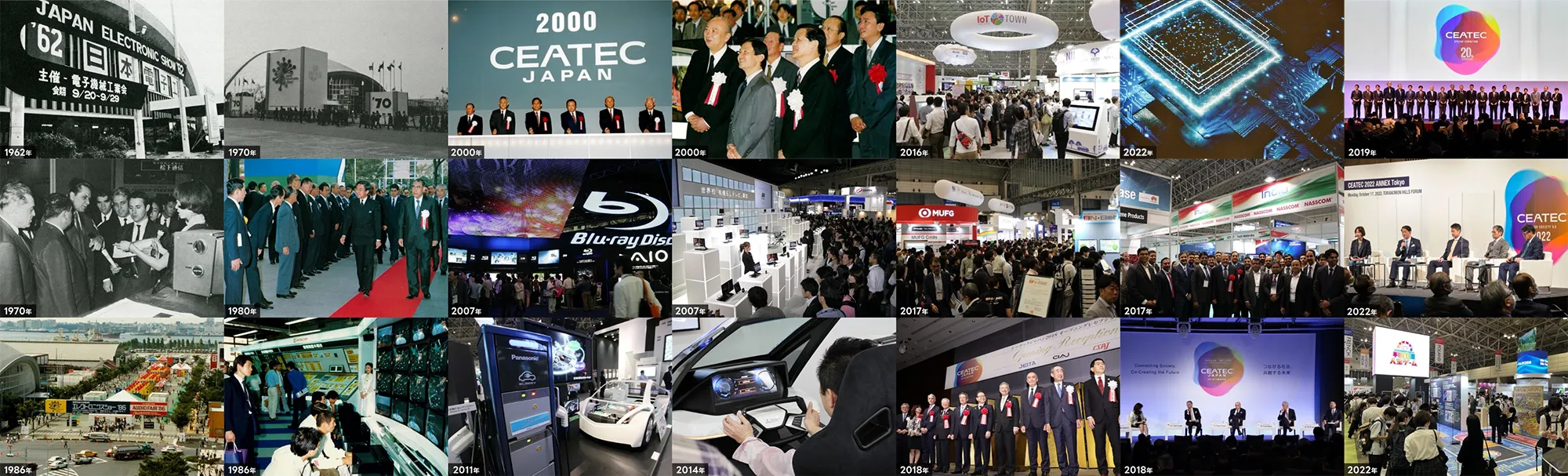
ヒストリー